# Primula hylobia
Primula hylobia är en viveväxtart som beskrevs av William Wright Smith. Primula hylobia ingår i släktet vivor, och familjen viveväxter. Inga underarter finns listade i Catalogue of Life.